# Sikupilli
Sikupilli is een subdistrict of wijk (Estisch: asum) binnen het stadsdistrict Lasnamäe in Tallinn, de hoofdstad van Estland. De wijk telde 12.197 inwoners op 1 januari 2020. De wijk grenst vanaf het noorden met de wijzers van de klok mee aan de wijken Uuslinn, Kurepõllu, Pae, Ülemiste, Juhkentali, Torupilli en Kadriorg.
Sikupilli betekent ‘doedelzak’. In de wijk of de omgeving daarvan stond ooit een herberg die zo heette. Het is goed mogelijk dat dit dezelfde herberg was waaraan de aangrenzende wijk Torupilli haar naam ontleent; dat is een ander woord voor ‘doedelzak’. In de jaren 1960-1990 heette de wijk Killustiku (‘steenslag’).

## Geschiedenis

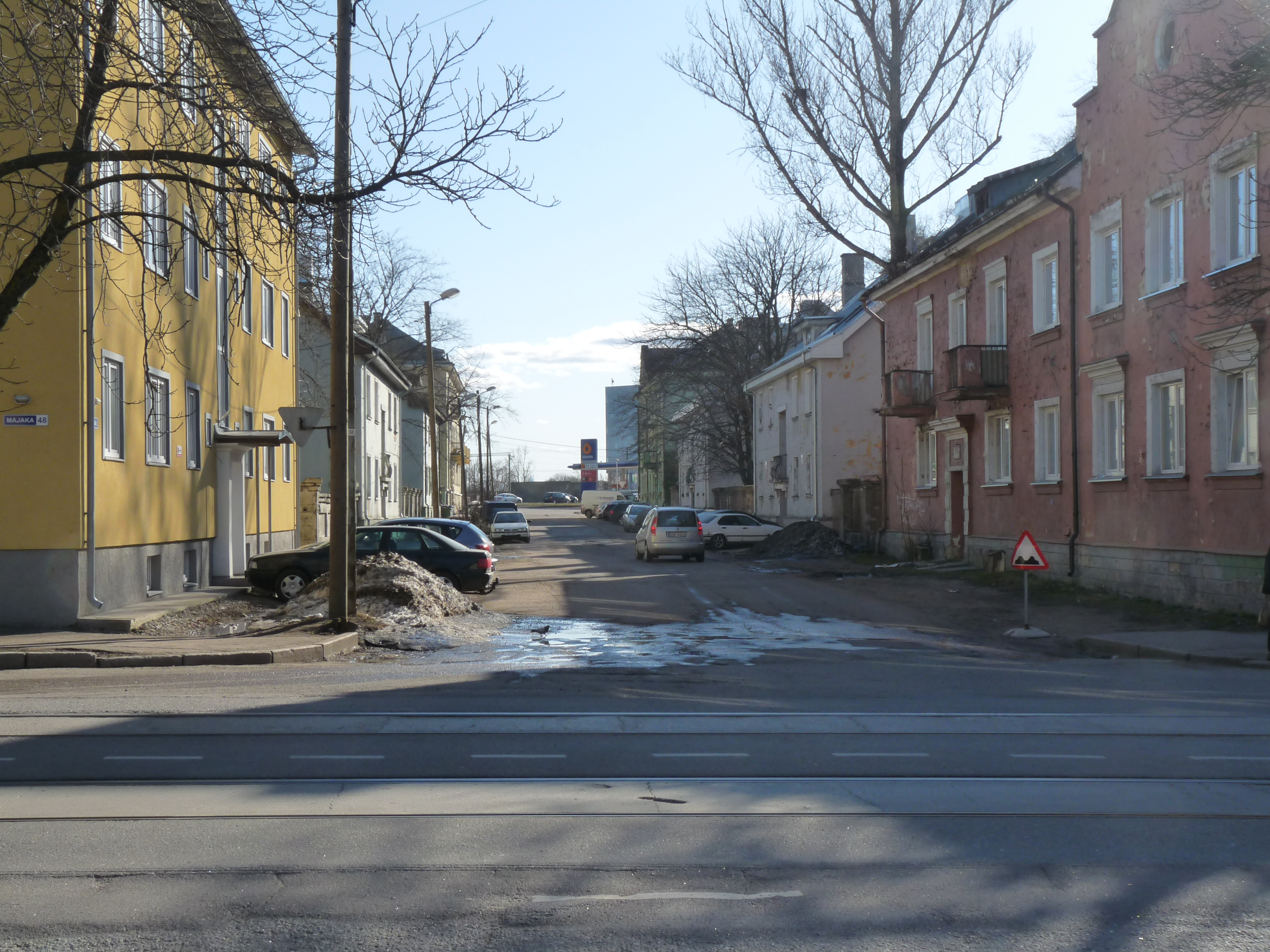
DeTuulemäe tänav, een van de oudste straten van Sikupilli

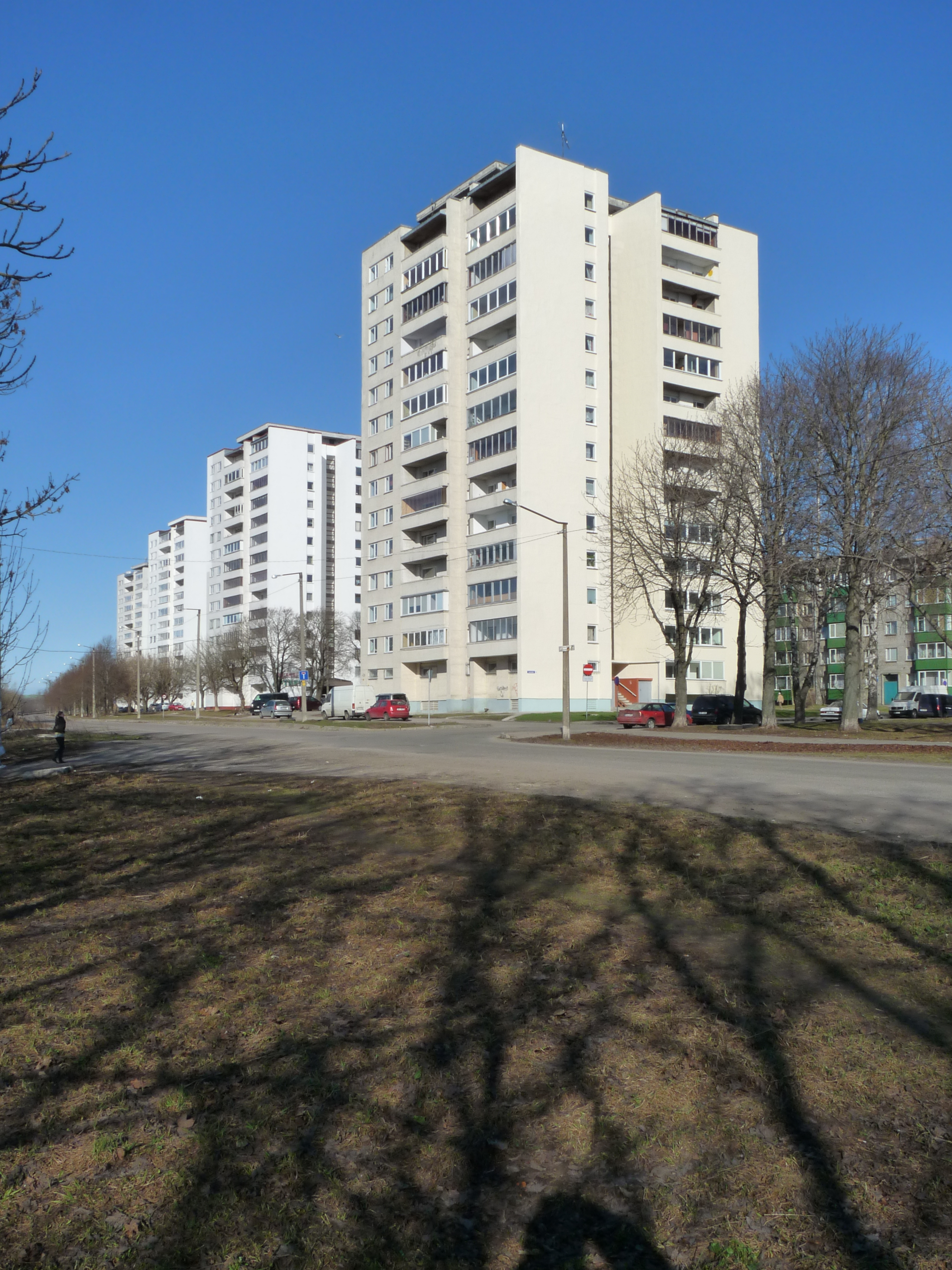
Woonblokken aan de Lasnamäe tänav

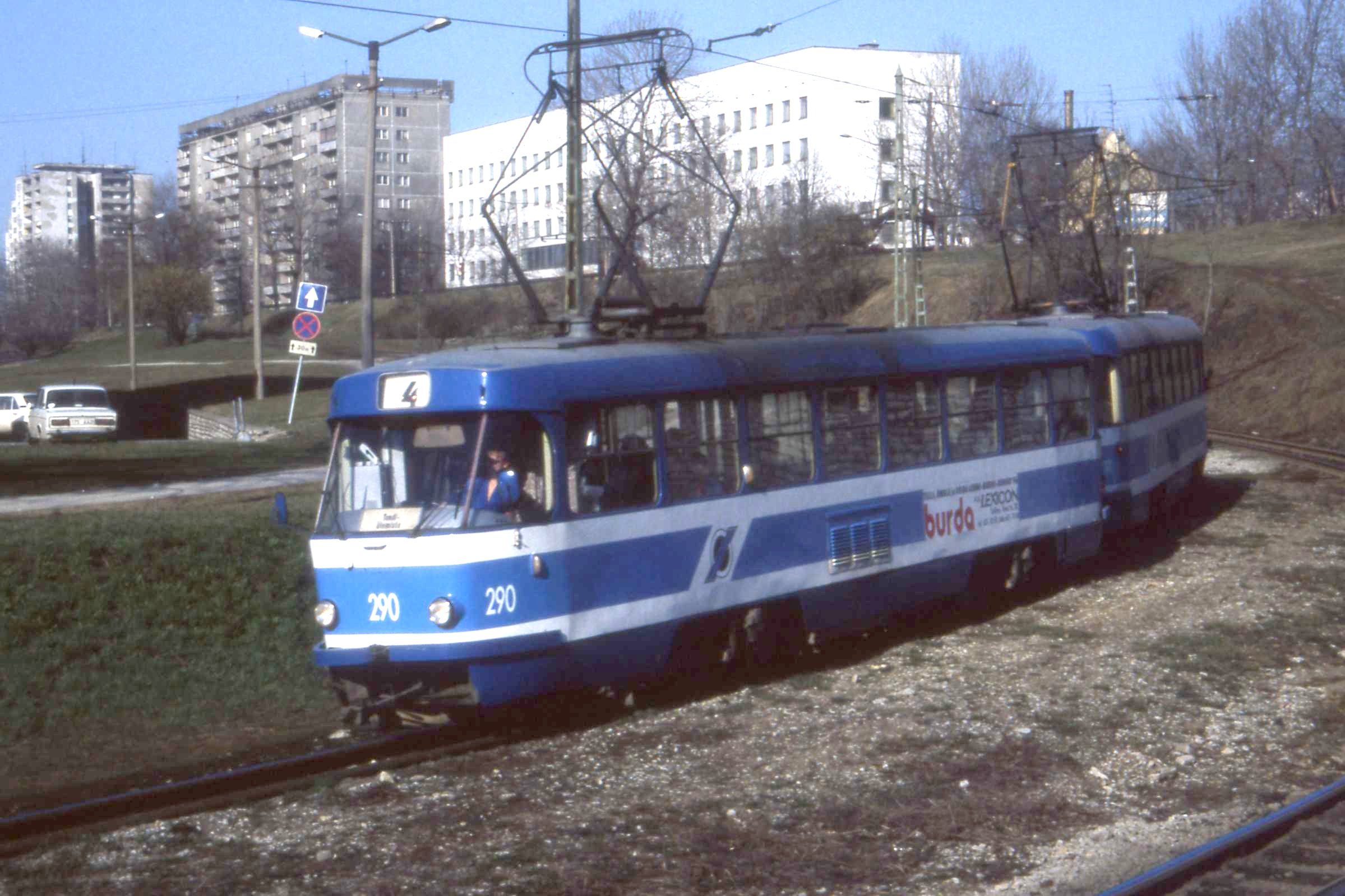
Lijn 4 rijdt door Sikupilli

Lasnamäe is een kalksteenplateau. Al sinds de middeleeuwen wordt hier kalksteen uitgehouwen voor de huizenbouw. Dat gebeurde ook in Sikupilli. In het noorden van de wijk ligt Lasnamäe karjäär, een gewezen wingebied voor kalksteen ter grootte van 32,5 hectare. Tot het terrein horen het Pae park (genoemd naar de naastgelegen wijk Pae) en een groot kunstmatig meer. Het ligt in de bedoeling dat aan de oevers van dit meer villa’s gaan worden gebouwd.
In 1904 werd in Sikupilli een woonwijk neergezet, de eerste woonwijk binnen Lasnamäe. De wijk bestond uit rijtjeshuizen en appartementencomplexen van een paar verdiepingen hoog. De wijk kreeg ook een vrouwengevangenis, die inmiddels niet meer bestaat. Sikupilli bleef de belangrijkste woonwijk van Lasnamäe tot vanaf 1970 de toenmalige Sovjetautoriteiten flatwijken gingen bouwen voor de vele immigranten van buiten Estland. De flatwijken werden opgezet in de vorm van kleine groepjes geprefabriceerde huizenblokken (microdistricten), onderling gescheiden door doorgaande wegen. Ook in Sikupilli verrezen enkele woonblokken; een deel van de bestaande bebouwing werd eraan opgeofferd.
In Sikupilli is een hotelschool gevestigd, de Tallinna Teeninduskool. De wijk heeft ook een groot winkelcentrum, Sikupilli keskus, en een middelbare school, het Tallinna Pae Gümnaasium.

## Vervoer
De noordgrens van Sikupilli wordt gevormd door de Laagna tee, een van de grote doorgaande wegen door Lasnamäe. In het zuiden lopen de grote wegen Tartu maantee en Peterburi tee.
Door de wijk loopt een trambaan. Daarover rijden de lijnen 2 (Ülemiste-Kopli) en 4 (Ülemiste-Tondi). Bovendien wordt de wijk bediend door een aantal buslijnen.